# Alkalna fosfataza
Alkalna fosfataza (ALP) je enzim (hidrolaza) koji sudjeluje u kemijskim reakcijama uklanjanja fosfatne skupine (defosforilacija) s različitih vrsta molekula kao što su npr. nukleotidi, proteini i alkaloidi. Alkalna fosfataza najaktivnija je u alkalnom mediju, od tuda dolazi i naziv, a ponegdje se koristi i naziv bazična fosfataza.
Kod čovjeka ALP je enzim pristuan u tkivima u cijelom tijelu, a najviše u jetri, žučovodu, bubregu, kostima i posteljici. ALP kod čovjeka (a i većine organizama) nalazimo u tri izoenzima:
- ALPI - probavni sustav
- ALPL - tkivno nespecifična (jetra/bubreg/kost)
- ALPP - posteljica

Leukocitna alkalna fosfataza nalazi se unutar leukocita.